# Kupferberg (Detmold)
Der Kupferberg liegt westlich der Kernstadt Detmolds im Ortsteil Heidenoldendorf. Der Name stammt aus dem 17. Jahrhundert, als am Hasselbach ein Kupperhammer erbaut wurde. Die Kupferschmiede bezog Kupfererz aus Olpe und Kassel, um es zu Schalen und Tafeln zu verarbeiten. Die Energie für die Schmiede lieferte der Hasselbach und Holzkohle. Später produzierte man auch Töpfe und Pfannen, aber ab 1720 kam es zu einem Preisverfall aufgrund des großen Angebots anderer Kupferschmieden in Bielefeld, Herford und Minden. Ab 1750 wurde die Kupferschmiede in Heidenoldendorf stillgelegt und verfiel alsbald. Heute steht auf dem Kupferberg die gleichnamige Jugendbildungsstätte des Institutes St. Bonifatius.
Am Nordhang des 197 m hohen Berges liegt der Friedhof Kupferberg und ist mit 13,3 ha Größe neben dem Alten Friedhof an der Blomberger Straße mit 2,8 ha der Hauptfriedhof für die Kernstadt. 1986 wurde das Gebiet Heidemoor am Kupferberg als 13. Naturschutzgebiet in Lippe ausgewiesen. Das rund 4,24 ha große nährstoffarme Gelände, in dessen Mitte sich ein atlantisches Heidemoor befindet, liegt am nordöstlichen Fuß des Kupferberges. Es ist der Überrest der ehemaligen Waldheide, die sich ursprünglich bis zum Ufer der etwa 2 km entfernten Werre erstreckte. Die Waldheide wurde erst im 19. Jahrhundert trockengelegt und landwirtschaftlich genutzt.